# Samorząd Regionu Bene Szimon
Samorząd Regionu Bene Szimon (hebr. מועצה אזורית בני שמעון) – samorząd regionu położony w Dystrykcie Południowym, w Izraelu.
Samorządowi podlegają tereny w północnej części pustyni Negew, na północ od miasta Beer Szewy. Siedzibą władz administracyjnych samorządu regionu jest kibuc Bet Kama.

## Osiedla

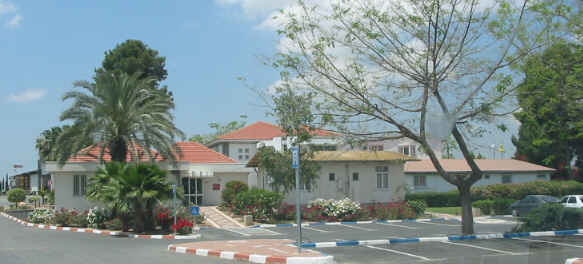
Siedziba władz samorządu regionu Bene Szimon w Beit

Na terenach o powierzchni 450 km² mieszka około 10 900 ludzi. Znajduje się tutaj 8 kibuców, 4 moszawy i 2 wioski.

### Kibuce
| - Bet Kama - Dewira - Chacerim - Keramim | - Lahaw - Miszmar ha-Negew - Szomerijja - Szowal |

### Moszawy
| - Berosz - Newatim | - Te’aszur - Tidhar |

### Wioski
| - Adanim | - Gewa’ot Bar |